# Euthyreose
Der Begriff Euthyreose bedeutet so viel wie normale Schilddrüsenfunktion. Er stammt aus dem Griechischen und bedeutet wörtlich übersetzt gute Schilddrüsenfunktion. Von einer Euthyreose spricht man dann, wenn die Blutwerte der Schilddrüsenhormone Thyroxin (T4) und Trijodthyronin (T3) und damit bei Gesunden auch der Thyreotropinspiegel im Normalbereich liegen.

## Verwendung des Begriffes
Der Begriff ist nicht gleichzusetzen mit einer „gesunden Schilddrüse“. Am häufigsten wird er im Zusammenhang mit einem Kropf verwendet: Ein euthyreoter Kropf (eine euthyreote Struma) ist eine vergrößerte Schilddrüse mit noch normaler Schilddrüsenfunktion. Dieser Zustand beruht meist auf einem Jodmangel, der nicht sehr ausgeprägt ist und durch eine Zunahme des Schilddrüsengewebes kompensiert werden kann, weshalb er noch zu keiner Schilddrüsenunterfunktion (Hypothyreose) geführt hat.
Auch bei der Behandlung einer Hypothyreose (beispielsweise im Rahmen einer Autoimmunthyreoiditis) oder einer Rezidivprophylaxe nach Strumaresektion mit Schilddrüsenhormonen wird von Euthyreose gesprochen, sofern unter Therapie normale Schilddrüsenwerte und entsprechende Beschwerdefreiheit erzielt werden.
Demgegenüber stellt eine Euthyreose bei einer funktionellen Autonomie der Schilddrüse eine Besonderheit dar: Ein autonomer oder mehrere autonome Knoten innerhalb der Schilddrüse produzieren abgekoppelt von den bestehenden Rückkoppelungs- und Kontrollmechanismen gerade so viele Hormone, dass das restliche Schilddrüsengewebe, das den Rückkoppelungsmechanismen noch unterworfen ist, seine eigene Hormonproduktion entsprechend herunterfährt und insgesamt noch ein physiologischer bzw. bedarfsgerechter Hormonhaushalt erhalten bleibt.